# Glenea cylindrica
Glenea cylindrica là một loài bọ cánh cứng trong họ Cerambycidae.